# Arcybiskupi Karelii
Lista Arcybiskupów Karelii i całej Finlandii, zwierzchników Autonomicznego Fińskiego Kościoła Prawosławnego:
- Herman (1925–1960)
- Paweł (1960–1987)
- Jan (1987–2001)
- Leon (od 2001)